# Hannele Lauri
Ritva Hannele Lauri (* 21. Juli 1952 in Tampere) ist eine finnische Schauspielerin. Sie wurde durch ihre komischen Fernsehrollen bekannt. Auf der Bühne hat sie häufig die Rollen von schlagfertigen Verführerinnen gespielt.

## Leben
Sie wurde als Ritva Hannele Markkula in der südwestlichen Stadt Tampere von Eltern Arvi Markkula und Eine Markkula geboren. Mütterlicherseits ist sie von karelischer Herkunft. Hannele Lauri studierte an der Theaterakademie Helsinki in den Jahren 1971–1975. Danach spielte sie in den Stadttheatern von Jyväskylä und Turku. Seit 1983 ist sie am Stadttheater von Helsinki verpflichtet. Zu ihren frühen Rollen gehört unter anderem Ofelia. Ihre spätere Darstellungen enthalten zum Beispiel Schneewittchen und die sieben Zwerge, Iso vaalee ("Die große Blondin"), Rahalla saa und Die Vagina-Monologe.
National berühmt wurde sie durch ihren komischen Rollen in den Fernsehproduktionen von Spede Pasanen. Von 1991 bis 1995 spielte sie die Hauptrolle in der Fernsehserie Hynttyyt yhteen (Zusammenziehen) zusammen mit der Schauspielerin Eija Vilpas. 2003 spielte sie die Hauptrolle in der Fernsehserie Kuumia aaltoja, eine komische Darstellung einer Frau in den Wechseljahren.
In den 2010er Jahren hat sie außer im Rahmen ihrer Theaterarbeit Nebenrollen in einigen finnischen Filmen gespielt. Dabei ist sie regelmäßig im Fernsehen aufgetreten.
Von 1976 bis 1994 war Hannele Lauri mit dem finnischen Schauspielern Hannu Lauri (* 1945) verheiratet. Mit ihm hat sie zwei Söhne, Sami und Tomi.

## Filmografie (Auswahl)
- 1976: Loma
- 1979: Gabriel, tule takaisin
- 1986: Liian iso keikka
- 1987: Uuno Turhapuro - kaksoisagentti
- 1994: Kaikki pelissä
- 1995: Suolaista ja makeaa
- 1999: Naisen logiikka
- 2004: Uuno Turhapuro - This Is My Life
- 2006: Valkoinen kaupunki
- 2013: 21 tapaa pilata avioliitto
- 2021: 70 ist auch nur eine Zahl (70 on vain numero)